# Abbazia (Croazia)
Abbazia (in croato Opatija) è una città croata di 10 661 abitanti, posta nell'Istria nord-orientale, appartenente alla regione litoraneo-montana.
Abbazia ha una forte vocazione turistica, oltre ad essere conosciuta come centro di soggiorni.

## Geografia fisica
Situata in Istria, sul Golfo del Quarnaro, in posizione riparata ai piedi del monte Maggiore, con il picco Vojak a 1401 m, il suo territorio si estende per 68 km². La città è circondata da boschi di lauro e parchi: il più conosciuto è il parco botanico centrale. La costa a nord e a sud della città è rocciosa e vi si estende un lungomare di 12 km che parte da Volosca, sobborgo portuale medioevale della città, precedente sede del comune, trasferito ad Abbazia nel 1932, fino all'antica cittadina romana di Laurana. Le spiagge sono soprattutto rocciose e di banchine di cemento (Slatina) ma sono anche presenti due spiagge di sabbia (Lido e Tomasevac).
La città si trova a 13 km da Fiume e a 70 km circa da Trieste.
Il clima è relativamente mite, il mese più caldo è agosto e il più freddo gennaio. Le temperature medie sono di 10 °C in inverno e 25 °C in estate.

## Origini del nome
Il nome della città deriva dall'antica abbazia benedettina di San Giacomo della Preluca nominata per la prima volta nel 1453.

## Storia

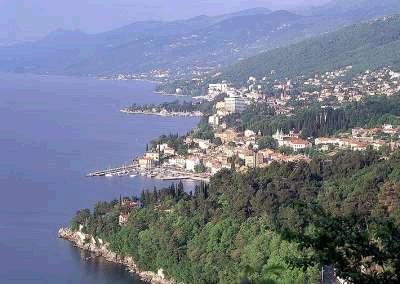
Vista panoramica

Abbazia è compresa in quel vasto territorio che fu abitato dai Liburni, antico popolo preromanico di stirpe illirica. Probabilmente, durante l'epoca romana sorse nella zona qualche villa patrizia data la vicinanza della romana Castrum Laureana, l'odierna Laurana. Nel corso del Medioevo il territorio della futura cittadina era diviso tra due amministrazioni: la parte ovest apparteneva alla cittadina medioevale di Apriano mentre la parte est alla più lontana città di Castua. Nella parte di Apriano vi fu probabilmente un piccolo porticciolo. Dalla parte di Castua si sviluppò, invece, Volosca, una piccola cittadina di pescatori protetta da una cinta muraria contro i pirati. Fino alla metà dell'Ottocento, nei terreni che poi sarebbero diventati il centro della odierna città, ci furono poche case di pietra: alcune abitate, altre ad uso di stalla o magazzino. Nel 1453, quando si nomina per la prima volta l'abbazia benedettina di San Giacomo della Preluca o anche San Giacomo al Palo, la cui chiesetta è ancor oggi esistente e attorno alla quale si forma il primo abitato che per qualche secolo si identifica col nome dell'abbazia, il paesino conta 35 case e 250 anime. Questa è la storia dell'Abbazia pre-“turistica”.
La storia "turistica" di Abbazia inizia, invece, nel 1844, quando il patrizio fiumano Iginio Scarpa costruisce Villa Angiolina, in onore della defunta moglie. Nella villa invita, oltre ad amici e soci, molti ospiti illustri come la consorte dell'imperatore Ferdinando I, Maria Anna. Iniziano così ad arrivare i primi ospiti e altre ville vengono costruite. Protetta dai venti freddi da una folta vegetazione e da un clima mite, la città di Abbazia suscita l'interesse della viennese Società delle Ferrovie del Sud che, nel 1882, acquisì Villa Angiolina dal conte Chorinsky. Nel 1884, dopo solo 10 mesi dall'inizio delle costruzioni, le Ferrovie del Sud inaugurano l'hotel Quarnero, il primo albergo sulla costa orientale del mare Adriatico. Inizia così un grande sviluppo della città che ha portato Abbazia a diventare un centro mondano e di primaria importanza turistica nei secoli XIX e XX. La città nel 1920 passò all'Italia, inizialmente assegnata alla provincia di Pola, e dopo l'annessione di Fiume all'Italia nel 1924 a quella di Fiume.
Con l'avvento del fascismo (1922) si inaugurò una politica d'italianizzazione forzata della popolazione croata, fu vietato l'insegnamento in croato in tutte le scuole della zona e gran parte degli impieghi pubblici furono assegnati agli appartenenti al gruppo linguistico italiano.
Nel 1947 passò in sovranità alla Jugoslavia in base al trattato di Parigi, ed in conseguenza di ciò gli italiani - il cui numero era aumentato considerevolmente - esodarono. Nel 1991 - con la disgregazione della Jugoslavia - la città entrò a far parte della Repubblica di Croazia.
Oggi la città è un importante centro turistico in continua espansione: sono sorti nuovi alberghi, campeggi e agriturismi nei verdeggianti dintorni. Il santo patrono della città è San Giacomo, festeggiato il 25 luglio.

## Monumenti e luoghi d'interesse

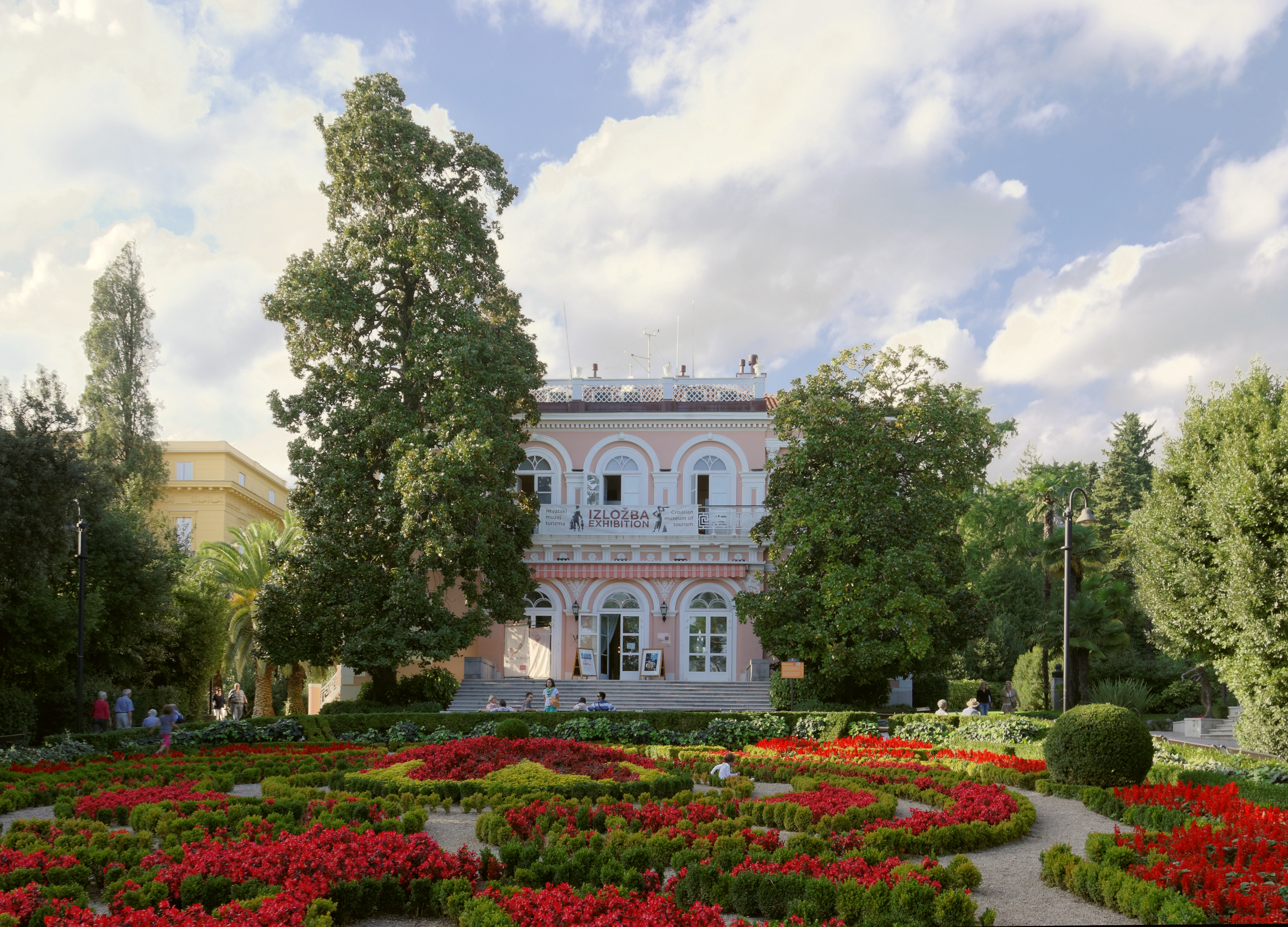
Villa Angiolina

- Chiesa di San Giacomo (ex abbazia di San Giacomo al Palo)[8]. Eretta all'incirca verso il 1420 come abbazia dei benedettini profughi dall'abbazia friulana di San Pietro di Rosazzo, a quest'abbazia si deve il nome dell'intero abitato sorto successivamente. L'edificio appartenne a tutta una serie di ordini ecclesiastici ossia ai benedettini, agli agostiniani, ai paolini e ai gesuiti. Oggigiorno, oltre alle preghiere ed alle messe vi si possono ascoltare pure concerti da camera
- La chiesa (già olivetana) dell'Annunciazione di Maria detta anche njemačka cerkva (chiesa tedesca), fu iniziata nel 1906, durante l'episcopato di Franz Nagl, vescovo di Trieste, su commissione dei monaci di Monte Oliveto.[9] Oggi contiene interessanti opere d'arte dello sloveno Kralj. È attualmente retta dalla Compagnia di Gesù[10].

- Villa Angiolina. Si tratta dell'edificio costruito dal patrizio fiumano Iginio Scarpa nel 1844, da cui ebbe origine il turismo ad Abbazia. La villa, circondata da un ricco giardino botanico, è destinata a diventare museo cittadino (in fase di allestimento)

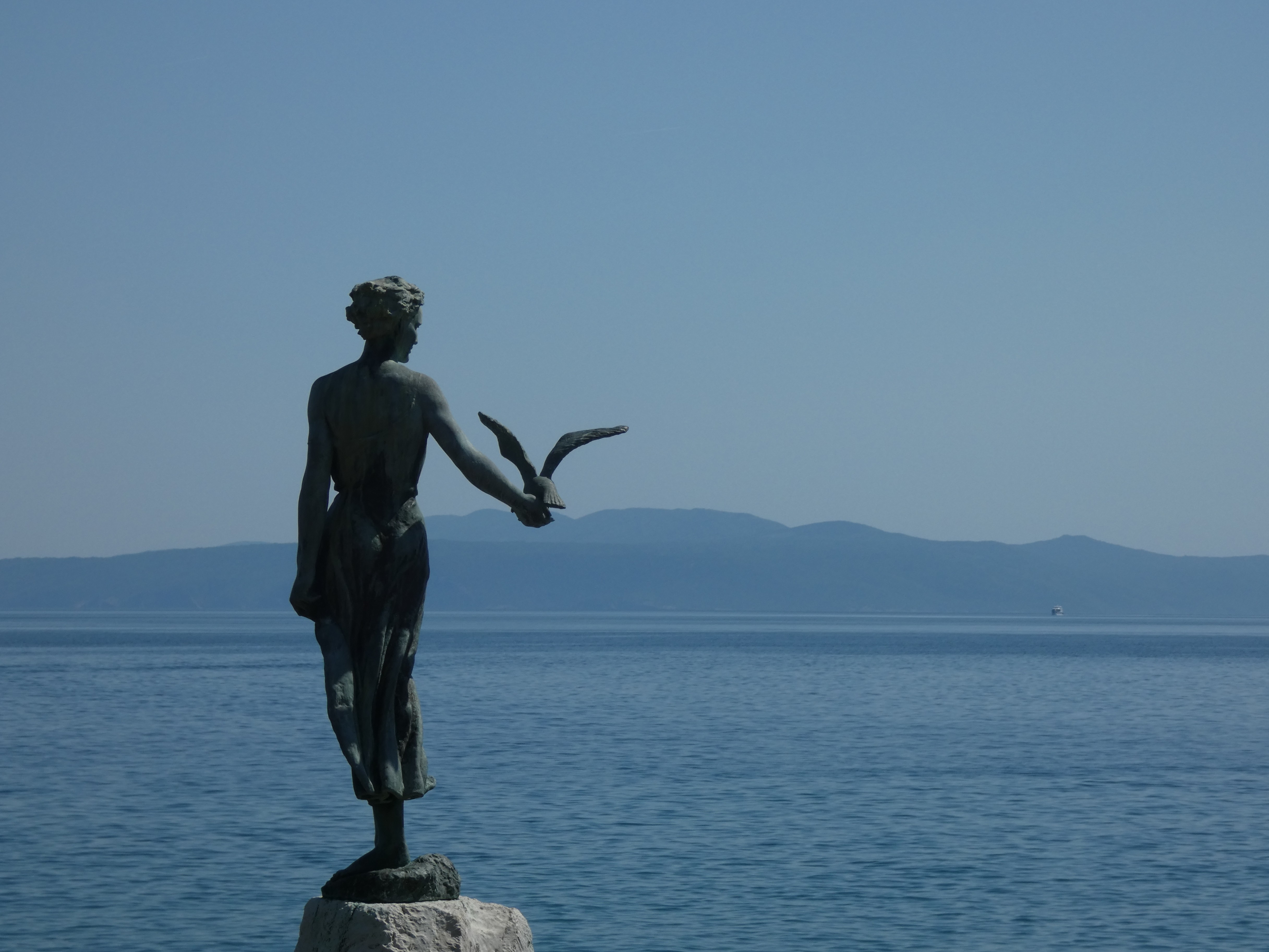
La ragazza col gabbiano, sullo sfondo l'isola di Cherso

- L'albergo Quarnero (Kvarner) è stato il primo albergo di Abbazia e molto probabilmente anche il primo della costa orientale dell'Adriatico. Fu eretto nel 1884 dalla Società delle ferrovie meridionali su impulso del direttore Friedrich Julius Schüler, mentre l'esecuzione dei lavori fu affidata agli ingegneri Wilhelm e Meese

- La ragazza col gabbiano e la Madonna. Vicino alla chiesetta di San Giacomo sul lungomare è esposta ai venti la romantica scultura di una ragazza in pietra che offre la mano a un gabbiano. Eretta nel 1956 e divenuta uno dei simboli di Abbazia, è opera del maestro Car. Al suo posto - sino a che il maltempo non l'ebbe distrutta - stava la famosa statua della Madonna del Mare, opera del Rathausky di Graz, ora custodita al riparo in via di restauro
- Il lungomare: 12 km di passeggiata
- I parchi : Primo maggio, Margherita e San Giacomo.

## Società

### La presenza autoctona di italiani
È presente una piccola comunità di italiani autoctoni. La presenza di italiani ad Abbazia si era incrementata dopo il passaggio della cittadina al Regno d'Italia ma è poi drasticamente diminuita in seguito all'esodo giuliano dalmata, che avvenne dopo la seconda guerra mondiale e che fu anche cagionato dai "massacri delle foibe".
Durante il periodo asburgico la località presentava una popolazione priva di una netta maggioranza etnica e composta da croati e tedeschi, alcuni sloveni ed italiani, oltre a un cospicuo numero di stranieri ivi residenti, prevalentemente per motivi di lavoro nel settore turistico. Il successivo censimento italiano del 1921 indica il gruppo linguistico italiano come maggioritario. Oggi, secondo il censimento croato del 2011, risulta esistente una minoranza di italiani pari all' 1,45% della popolazione complessiva, riuniti nella locale Comunità degli italiani di Abbazia che aderisce all'Unione Italiana.

### Lingue e dialetti
Ripartizioni linguistiche nei censimenti austriaci del 1880 e 1910:
| Abbazia (fraz. di Volosca-Abbazia) Anno | Totale | Italiani | %    | Serbo-croati | %     | Sloveni | %    | Tedeschi | %     | Altri o stranieri | %     |
| --------------------------------------- | ------ | -------- | ---- | ------------ | ----- | ------- | ---- | -------- | ----- | ----------------- | ----- |
| 1880                                    | 360    | 9        | 2,50 | 308          | 85,55 | 0       | 0,00 | 19       | 5,27  | 23                | 6,38  |
| 1910                                    | 3 828  | 52       | 1,35 | 1 096        | 28,63 | 351     | 9,16 | 1 041    | 27,19 | 1 288             | 33,64 |

Ripartizione linguistica del comune di Volosca-Abbazia secondo il censimento del 1921:
| Paese   | totale | italiani | croati | sloveni | stranieri |
| ------- | ------ | -------- | ------ | ------- | --------- |
| Abbazia | 2 967  | 1 381    | 625    | 143     | 818       |
| Volosca | 2 095  | 916      | 456    | 200     | 523       |

Ripartizioni linguistiche nel censimenti croato del 2011:
| %      | Ripartizione linguistica (gruppi principali) |
| ------ | -------------------------------------------- |
| 92,80% | madrelingua croata                           |
| 1,37%  | madrelingua italiana                         |
| 1,15%  | madrelingua slovena                          |
| 0,62%  | madrelingua albanese                         |

## Cultura

### Istruzione
La città dispone di scuole elementari e superiori quali alberghiera, licei e altri. È sede di una facoltà di Economia e Turismo.

### Media
L'amministrazione cittadina è editrice del mensile Opatija che si stampa in 5 000 copie al mese e contiene articoli su storia tradizioni ed eventi della città.

### Teatro
La città possiede un moderno teatro all'aperto, inaugurato nel 1932 e ampliato nel 1957, che d'estate funge anche da cinema. In città ci sono molti locali di intrattenimento. Spesso anche nelle sale dell'albergo Kvarner si svolgono manifestazioni culturali aperte al pubblico.

## Geografia antropica

### Località
La città di Abbazia è divisa in 10 insediamenti (naselja) di seguito elencati. Tra parentesi il nome in lingua italiana, talvolta desueto.
- Bregi (Collio)
- Dobreć (Dobreci[15])
- Gornje Selo (Villa Alta o Superiore)
- Ičići (Icici[16][17])
- Ika (Ica[15][18])
- Opatija (Abbazia), sede comunale
- Oprič (Oprino o Oprici[15])
- Pobri (Pobri)
- Poljane (Pogliane del Carnaro[19] o Pianura[15])
- Vela Učka (Montemaggiore o Uccia Grande[15])
- Veprinac (Apriano)
- Volosko (Volosca), vecchia sede comunale

## Economia
La maggioranza della popolazione ha impiego nel turismo, nella pesca e nell'agricoltura.

## Infrastrutture e trasporti
Abbazia non dispone sul proprio territorio comunale di una stazione ferroviaria, ma risulta servita dalla vicina stazione di Abbazia-Mattuglie.
Tra il 1908 e il 1933 la città era collegata con le località limitrofe tramite la tranvia Mattuglie-Abbazia-Laurana.

## Amministrazione
L'amministrazione è guidata dal sindaco, eletto dall'Assemblea cittadina.
Il sindaco in carica è Ivo Dujmić (Partito Sociale Democratico-SDP) da giugno 2009.
L'Assemblea cittadina è formata da 19 rappresentanti.

### Gemellaggi
Abbazia è gemellata con:
- Balatonfüred
- Carmagnola
- Castel San Pietro Terme
- Bisterza

## Sport

### Motociclismo
Abbazia è stata per diverso tempo sede di importanti gare motoristiche che si svolgevano nel locale circuito cittadino. In particolare, il circuito ha ospitato il Gran Premio motociclistico di Jugoslavia fra il 1969 e il 1977.

### Scherma
Il 24 e 25 maggio 1939 ad Abbazia si tennero i Campionati italiani di scherma nella specialità della sciabola. Vinse il maggiore Renato Anselmi dopo uno spareggio con il palermitano Emilio Salafia.

### Ciclismo
Nel 1940 Abbazia fu sede di arrivo di una tappa del Giro d'Italia. La tappa fu vinta da Glauco Servadei, mentre la maglia rosa fu vestita da Fausto Coppi che quell'anno avrebbe vinto il suo primo Giro d'Italia.
Tappe del Giro d'Italia con arrivo ad Abbazia
| Anno | Tappa | Partenza | km  | Vincitore di tappa | Maglia rosa  |
| ---- | ----- | -------- | --- | ------------------ | ------------ |
| 1940 | 14ª   | Treviso  | 215 | Glauco Servadei    | Fausto Coppi |